# Морсько (Малопольське воєводство)
Морсько (пол. Morsko) — село в Польщі, у гміні Кошиці Прошовицького повіту Малопольського воєводства.
Населення — 214 осіб (2011).
У 1975-1998 роках село належало до Келецького воєводства.

## Демографія
Демографічна структура станом на 31 березня 2011 року:
|          | Загалом | Допрацездатний вік | Працездатний вік | Постпрацездатний вік |
| -------- | ------- | ------------------ | ---------------- | -------------------- |
| Чоловіки | 106     | 18                 | 71               | 17                   |
| Жінки    | 108     | 18                 | 50               | 40                   |
| Разом    | 214     | 36                 | 121              | 57                   |